# 1042
 Năm 1042 là một năm trong lịch Julius. 

## Sự kiện
- Nhà Lý ban hành bộ luật Hình thư